# Libor Ševčík
Libor Ševčík (5. února 1946, Znojmo – 31. července 2016, Ivančice) byl český žurnalista a publicista.

## Život
Narodil se v roce 1946 ve Znojmě. Vystudoval fakultu žurnalistiky. V roce 1975 nastoupil do Mladé fronty, do zpravodajského oddělení. Po sametové revoluci pak jako její šéfredaktor vedl její přeměnu v nezávislý deník. Po několika letech se funkce vzdal a přešel do Lidových novin, kde byl v letech 1994 až 1996 šéfredaktorem. Dále působil také ve Svobodném slovu nebo v časopise Labužník. V Hospodářských novinách, kde založil a vedl magazín IN, byl zástupcem šéfredaktora. V posledních letech byl na volné noze a spolupracoval např. s Literárními novinami.
Později se věnoval publicistice, především o víně a gastronomii, které mu byly koníčkem. Objel celý svět, aby se seznámil s jídly a víny různých regionů. O víně vydal pět knih. V gastronomii i vínu byl členem mnoha domácích i zahraničních porot.
Zemřel ve věku 70 let pravděpodobně na srdeční selhání.